# Кримінальний кодекс
Кримінальний кодекс — систематизований законодавчий акт, що врегульовує питання виключного переліку діянь, які є кримінальними правопорушеннями, встановлює підстави кримінальної відповідальності та передбачає види покарань та/або заходів безпеки до осіб, котрі вчинили заборонену дію чи бездіяльність. Водночас кримінальний кодекс має предметом регулювання також і інші, крім вище зазначених, питання матеріального кримінального права, що пов'язані з зі злочинами (проступками) і відповідальністю за їх вчинення (наприклад, давність притягнення до кримінальної відповідальності, звільнення від неї, судимість та пробацію тощо).
Кримінальний кодекс може бути єдиним джерелом кримінального права певної країни — у разі коли кримінальне право повністю кодифіковане (Україна і країни СНД), основним джерелом кримінального права — коли система джерел кримінального права не вичерпується лише кримінальним кодексом, а кримінально-правові норми розміщені в окремих законах про кримінальну відповідальність неповнолітніх, юридичних осіб, військовослужбовців (закон про військові злочини або військовий кримінальний кодекс), і ці закони діють одночасно з КК (ФРН, Франція, Чехія та ін.).
Першим кримінальним кодексом в Європі було, по суті, Кримінальне уложення німецького імператора Карла V 1532 р., яке в латиномовному варіанті мало назву кримінальної Конституції (Constitutio Criminalis Carolina). Появу терміна «кримінальний кодекс» пов"язують з прийнятим 1810 р. Кримінальним кодексом Франції (Code Penal). Кримінальні кодекси є більш типовими для континентального (романо-германського) права і в країнах, які рецепціювали римську правову традицію (Африка, Латинська Америка та ін.); рідкісними кримінальні кодекси є в країнах, що належать до юрисдикції загального права (англ. common law jurisdictions -- країни-репрезентанти англо-саксонської правової сім"ї).

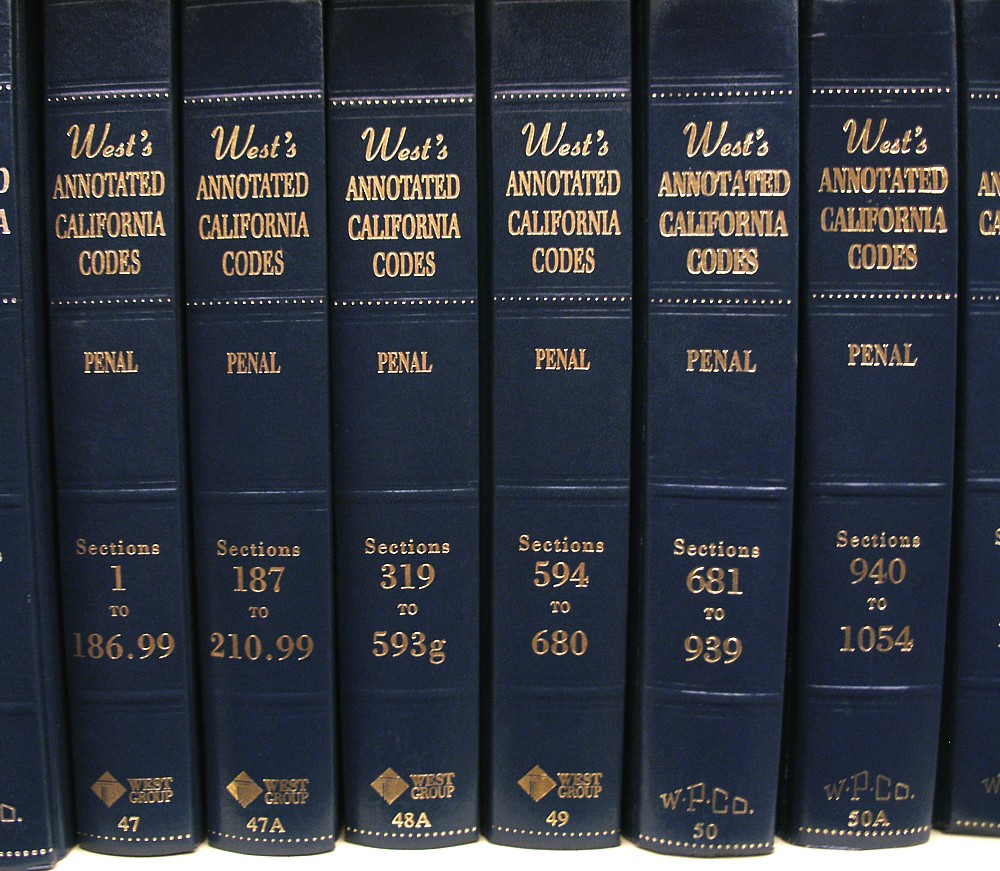
Багатотомне видання Кримінального кодексу Каліфорнії (з постатейними матеріалами)

Кримінальні кодекси сучасних держав були прийняті в різний час, тому, щоб відповідати сучасним потребам боротьби зі злочинністю, кримінальне законодавство досить часто оновлюється шляхом часткового реформування окремих інститутів (наприклад, Шостий закон про реформу кримінального права 1998 року у ФРН) або шляхом повної рекодифікації (наприклад, у 2009 р. в Румунії було прийнято новий КК, який мав замінити КК 2004 р., однак через те, що КК Румунії 2004 р. ніколи так і не вводився в дію , фактично КК 2009 р. замінив КК Румунії 1969 р.).
У Європі виділяються декілька поколінь кримінальних законів. Найстарішими є кримінальні кодекси Мальти (1854р.; фактично КК Франції 1810 р., перекладений італійською мовою), Бельгії (1867р.; діє також на території Люксембургу), Голландії (1886р.), Фінляндії (1889 р.), Норвегії (1902 р.). У 30-ті роки XX ст. Були прийняті чинні КК Італії (1930), Данії (1930), Швейцарії (1937). З кодифікацій 60-х рр. сьогодні зберігають чинність лише КК Швеції 1965 р. та реформований КК Болгарії 1968 р. В значній кількості європейських країн (особливо постсоціалістичного табору) в зв’язку з демократичними перетвореннями, у 1990-2000 рр. також було прийняте нове кримінальне законодавство. Нові КК з’явилися в Албанії (1995), Іспанії (1995), Македонії (1996), Росії (1996), Хорватії (1997), Польщі (1997). Найновішими європейськими кримінальними законами є КК Словаччини (2005р.), Словенії (2008р.), КК Чеської республіки від 8 січня 2009 р. (чинний з 01 січня 2010 р.), КК Румунії від 17 липня 2009 р.  № 286 (за першою редакцією перехідних положень він мав набрати чинності з 24 липня 2010 р., але набрав чинності фактично 01 лютого 2014 р.), КК Республіки Хорватія від 21 листопада 2011 р. Новий КК Угорщини прийнято 25 червня 2012 р., він набув чинності з 01 липня 2013 р.

## Кримінальні кодекси за країною

### Європа
- Кримінальний кодекс Австрії від 29 січня 1974 р.
- Кримінальний кодекс Албанії від 27 січня 1995 р.
- Кримінальний кодекс Андорри 2005 р.
- Кримінальний кодекс Бельгії 1867 р.
- Кримінальний кодекс Республіки Білорусь 1999 р.
- Кримінальний кодекс Болгарії від 15 березня 1968 р.
- Кримінальний кодекс Боснії і Герцеговини 2003 р.
- Кримінальний кодекс Греції 1950 р.
- Кримінальний кодекс Естонської республіки від 06 червня 2001 р. [5]
- Кримінальний кодекс Данії від 15 квітня 1930 р.
- Кримінальний кодекс Ісландії від 12 лютого 1940 р.
- Кримінальний кодекс Іспанії від 23 листопада 1995 р.
- Кримінальний кодекс Італії від 19 жовтня 1930 р.
- Кримінальний кодекс Республіки Косово від 20 квітня 2012 р.
- Кримінальний кодекс Ліхтенштейну від 24 червня 1987 р.
- Кримінальний кодекс Македонії від 23 липня 1996 р.(чинний з 01 листопада  1996 р.)
- Кримінальний кодекс Мальти від 10 червня 1854 р.
- Кримінальний кодекс Республіки Молдова від 18 квітня 2002 р.
- Кримінальний кодекс Князівства Монако від 28 вересня 1967 р. [6]
- Кримінальний кодекс від 20 травня 2005 р.[7] (Загальногромадянський кримінальний кодекс Норвегії від 22 травня 1902 р. [8])
- Кримінальний кодекс Федеративної республіки Німеччини від 15 травня 1871 р.
- Кримінальний кодекс Республіки Польща від 06 червня 1997 р.
- Кримінальний кодекс Португалії в ред. 1982 р. (Penal Code of Portugal - https://en.wikipedia.org/wiki/Penal_Code_of_Portugal [Архівовано 18 вересня 2020 у Wayback Machine.])
- Кримінальний кодекс Російської Федерації від 13 червня 1996 р.[9]
- Кримінальний кодекс Румунії від 17 липня 2009 р. (чинний з 1 лютого 2014 р.)
- Кримінальний кодекс Сан-Марино від 25 лютого 1974 р.
- Кримінальний кодекс Республіки Сербії від 29 вересня 2005 р. (чинний з 01 січня 2006 р.)
- Кримінальний кодекс Угорщини від 25 червня 2012 р.
- Кримінальний кодекс України від 05 вересня 2001 р.
- Кримінальний кодекс Фінляндії від 19 грудня 1889 р.
- Кримінальний кодекс Франції від 22 липня 1992 р.
- Кримінальний кодекс Республіки Хорватія від 21 листопада 2011 р. (чинний з 1 січня 2013 р.)
- Кримінальний кодекс Чеської республіки від 8 січня 2009 р.
- Кримінальний кодекс Республіки Чорногорія від 17 грудня 2003 р.
- Кримінальний кодекс Швейцарії від 21 грудня 1937 р.
- Кримінальний кодекс Швеції від 21 грудня 1962 р.

### Азія
- Кримінальний кодекс КНР від 14 березня 1997 р.
- Кримінальний кодекс Республіки Корея від 18 вересня 1953 р.
- Кримінальний кодекс Монголії  2002 р. (переглянутий)
- Кримінальний кодекс Туреччини від 26 вересня 2004 р.
- Кримінальний кодекс Японії від 24 квітня 1907 р.

### Північна Америка
- Кримінальний кодекс Канади 1892 р. (в ред. 1985 р.)
- Кримінальний кодекс Куби  від 29 грудня 1987 р. (чинний з 30 квітня 1988 р.)
- Федеральний Кримінальний кодекс Мексики  від 14 серпня 1931 р.
- Титул 18 Зводу законів США, так званий Федеральний  Кримінальний кодекс США, в ред. від 25 червня 1948 р. з наступними змінами

### Південна Америка
- Кримінальний кодекс Аргентини 1921 р.
- Кримінальний кодекс Бразилії від 07 грудня 1940 р. (чинний з 01 січня 1942 р.)
- Кримінальний кодекс Перу (Кримінальний кодекс Перу 1991 р.)
- Кримінальний кодекс  Чилі  від 12 листопада 1874 р. (чинний з 01 березня 1875 р.)

## Держави пострадянського простору
- Кримінальний кодекс Азербайджанської Республіки від 30 грудня 1999 р.
- Кримінальний кодекс Республіки Білорусь  від 02 червня 1999 р.
- Кримінальний кодекс Республіки Вірменія  від 18 квітня 2003 р.
- Кримінальний кодекс Грузії (Республіки Грузія) від 22 липня 1999 р.
- Кримінальний кодекс Естонської республіки від 06 червня 2001 р. [5] (також тут [Архівовано 1 березня 2011 у Wayback Machine.])
- Кримінальний кодекс Республіки Казахстан  від 03 липня 2014 р.
- Кримінальний кодекс Киргизької  Республіки   від 1 жовтня 1997 р.
- Кримінальний кодекс Латвійської Республіки від 08 липня 1998 р.
- Кримінальний кодекс Литовської Республіки від 26 вересня 2000 р.
- Кримінальний кодекс Республіки Молдова від 18 квітня 2002 р.
- Кримінальний кодекс Російської Федерації від 13 червня 1996 р.
- Кримінальний кодекс Республіки Таджикистан від 28 травня 1998 р.
- Кримінальний кодекс Республіки Туркменістан  від 12 червня 1997 р.
- Кримінальний кодекс Республіки Узбекистан  від 22 вересня 1994 р.
- Кримінальний кодекс України від 05 вересня 2001 р.

## Історичні кримінальні кодекси
- Constitutio Criminalis Carolina
- Кримінальний кодекс Франції (1810)
- Баварський кримінальний кодекс 1813 р.[pl]
- Уложення про покарання кримінальні та виправні 1845 р.
- Терезіанський кодекс
- Кримінальний кодекс Австрії від 27 травня 1852 р.
- Кримінальний кодекс князівства Сербії 1860 р.
- Кримінальний кодекс Швеції 1864 р.
- Кримінальний кодекс Німецької імперії від 15 травня 1871 р.
- Кримінальний кодекс (кодекс про злочини і проступки) Угорщини 1878 р.
- Кримінальний кодекс Князівства Болгарії 1896 р.
- Кримінальний кодекс Італійського королівства 1890 р.
- Кримінальне уложення Російської імперії 1903 р.
- Кримінальний кодекс Королівства Югославія від 27 січня 1929 р.
- Кримінальний кодекс Польщі 1932 р.